# Nuestra Señora de Santa Ana
Khu truyền giáo Nuestra Señora de Santa Ana là một trong nhiều khu truyền giáo Kitô thuộc địa được thành lập vào thế kỷ XVII bởi các tu sĩ Dòng Tên ở Nam Mỹ, dưới thời thuộc địa Tây Ban Nha. Nó nằm trong tỉnh thuộc địa Paragoay, và những tàn tích còn sót lại cho đến ngày nay của nó nằm tại Misiones, Argentina.

## Lịch sử
Người Tây Ban Nha đã di dời người Guaraní bản địa từ những ngôi làng của họ để đến các khu truyền giáo được thành lập. Chúng thường được mô hình hóa là các làng nông thôn Tây Ban Nha thuộc địa, với một quảng trường thị trấn được bao quanh bởi một nhà thờ và các tòa nhà hành chính. Nuestra Señora de Santa Ana được thành lập vào năm 1633, nằm ở tỉnh Candelaria, và ngày nay thuộc tỉnh Misiones, Argentina.
Khu truyền giáo này cách 2 km từ Santa Ana, và cách không xa khu truyền giáo San Ignacio Miní. Giống như hầu hết các khu định cư thời kỳ đó, khu truyền giáo Santa Ana được đặt dọc theo các tuyến đường thủy, cung cấp nước uống sinh hoạt, các con sông được sử dụng cho hoạt động giao thông và thương mại.
Năm 1984, nó trở thành một phần của Di sản thế giới được UNESCO công nhận, Khu truyền giáo của dòng Tên của Guarani.